# Стрельба в парикмахерской в Бухаресте (2012)
Стрельба в парикмахерской в Бухаресте — событие, произошедшее 5 марта 2012 года в парикмахерской Perla в Бухаресте, столице Румынии. В результате стрельбы погибло двое человек, ранено шесть.

## Ход событий
В примерно 17:40 по местному времени, стрелок Георге Владан, вооружённый самозарядным пистолетом Glock калибра 9×19 мм, зашёл в парикмахерскую Perla, расположенную в районе Доробанць в Секторе 1, где открыл огонь, убив двоих и ранив шесть человек. Из одиннадцати выпущенных им пуль, все из которых попали в посетителей парикмахерской, три попали в его жену. Преступник скрылся примерно в 17:45 и спрятался внутри здания, принадлежащего электрической компании, но через несколько минут сдался охраннику, а затем и полиции.
Сразу после инцидента свидетелем была вызвана полиция, и через несколько минут на место прибыла полиция, несколько карет «скорой помощи» и пресса. Периметр инцидента был оцеплен, но позже в тот день он был снова открыт.
Во время атаки было убито двое женщин, среди них — 47-летняя жена нападавшего, застреленная в голову, а также ещё одна женщина, получившая ранения в область груди.
Из шести пострадавших, трое получили выстрелы в живот и были доставлены в больницу Флореаска, другие трое — в ноги и руки, и были доставлены в больницу Элиас.
В дополнение к этому, девять свидетелей также попали в больницы из-за шока, тошноты, проблем с артериальным давлением или потери сознания вследствие перенесённой психологической травмы.

## Личность нападавшего
Нападение совершил Георге Владан, 51-летний шофёр, работавший на Министерство администрации и внутренних дел Румынии, до этого уже два раза осуждённый за насилие в 2005 году.
Согласно некоторым источникам, причиной для нападения послужило желание жены нападавшего, Флорины Владан, развестись с ним. Нападавший решился на убийство её и её коллег, которые якобы «помогали ей с разводом». До стрельбы Владан также приходил в парикмахерскую и «устраивал скандалы».
Сразу после нападения, он скрылся из парикмахерской и спрятался в рядом стоящем здании, принадлежащем электрической компании, но сдался полиции и был задержан.

## Расследование и суд
После дачи показаний, стрелка, совместно с адвокатом и конвоиром, доставили в Национальный институт судебной медицины, где с него были взяты биологические образцы, и где он также прошёл психологическую экспертизу.
8 марта Владан заявил, что его пистолет выстрелил случайно, а также заявил о том, что не помнит ничего о произошедшем, и попросил о перемещении его в психиатрическую лечебницу, однако его заявления были расценены как «неправдоподобные», и сделанные лишь во избежание тюремного заключения.
29 марта, генеральный прокурор заявил, что решение об убийстве жены нападавший принял после прочтения документов о разводе. Специалисты из Национального института криминалистики установили, что нападавший был проницателен, и что его прямой целью было убийство жены.
В феврале 2013 года нападавшему предъявили обвинение в убийстве, и тот был заключен на пожизненный срок. Его адвокат верит в то, что расследование не доказало преднамеренность убийства, и что она подаст апелляцию.
В октябре 2013 года апелляция была рассмотрена, и Апелляционный суд постановил оставить в силе назначенный нападавшему срок заключения, а также увеличить размер компенсаций для жертв и их семей.

## Общественная реакция
Данный инцидент случился впервые в современной истории Румынии, став прецедентом и шокировав население страны.
Инцидент породил дебаты насчёт надёжности психологических проверок, которые необходимы для получения лицензии на владение огнестрельным оружием. Позже было выяснено, что стрелок недавно прошёл ежегодную проверку, которая расценила его как годного для ношения оружия; в результате был смещён с должности глава полиции Бухареста.
Через три недели, 25 марта, министр администрации и внутренних дел заявил, что в результате нападения, у 52 сотрудников министерства были отозваны права на владение оружием, вследствие непройденных психологических проверок.